# Сапега, Леон Александр
Леон Александр Сапега (19 декабря 1883, Красичин — 27 сентября 1944, Жешув) — польский дворянин, землевладелец, путешественник, лётчик, депутат сейма.

## Биография
Представитель польско-литовского княжеского рода Сапег герба «Лис». Родился в Красичинском замке в семье Владислава Леона Сапеги (1853—1920) и Эльжбеты Констанции Евы Потулицкой (1859—1948).
Братья — Казимир Леон, Александр, Адам Зигмунд, Владислав, Анджей Юзеф и Станислав Адам Сапеги.
Учился в львовской гимназии, затем с 1898 года в иезуитской гимназии Хырова. Не закончив хыровскую гимназию, три года прослужил в австрийской военно-морской академии в Риеке. После завершения учёбы в 1903 году вернулся во Львов, где сдал экзамен на аттестат зрелости. До 1907 года учился последовательно в Лейпцигском, Бернском и Жамблуйском университетах. В 1907 году он был призван в армию, прошёл годичную службу в Пардубице.
15 апреля 1914 года Леон Сапега успешно сдал экзамен Международной Федерации Аэронавтики и получил диплом пилота № 160, выданный австрийским аэроклубом. В анналах аэроклуба был отмечен как британский подданный, а в графе профессия значится запись «подпоручик резерва».
После трагической смерти своего старшего брата Казимира Леона (1882—1909), Леон Александр стал главой Коденской линии Сапег.
В 1914 года Леон Александр Сапега воевал в 21-й кавалерийской бригаде в составе действующей армии Австро-Венгрии. В декабре 1914 года стал служить в авиации, летал в 10-й авиароте (Fliegerkompagnie) на самолете Aviatik B. I. В течение короткого периода имел под своей командой Стефана Бастира — впоследствии известного польского летчика.
Сапега участвовал в ряде кампаний, вплоть до болезни в сентябре 1916 года. После свадьбы в 1917 году оставил военную службу и поселился в Красичине. Также принимал участие в Советско-польской войне (1919—1921), за что был награждён Крестом Храбрых.
В течение всего периода между двумя войнами, Леон Александр Сапега следил за реставрацией Красичинского замка, которой руководил Адольф Шишко-Богуш.
Вместе с женой в 1922—1933 годах совершил ряд зарубежных поездок, в частности, посетил Алжир, Индию и Цейлон, Экваториальную Африку, Ливию или Тунис. Эти поездки были им описаны в книгах:
- Lasy Ituri. Wspomnienia z podróży (Kraków, 1928)
- Wulkany Kivu. Wspomnienia z podróży (Kraków, 1934)

В 1935 году Леон Александр Сапега был избран депутата польского сейма IV созыва. Был членом Юридической и Военной Комиссии. Выступал против реформы сельского хозяйства как вредной для развития сельского хозяйства.
Арестован в октябре 1939 года, освобожден в июне 1940 года. Начал свою деятельность в подполье. Вступил вначале в Союз вооружённой борьбы, затем в Армии Крайову. Тяжело ранен 23 августа 1944 года при попытке прорыва к Краков. (Существует также теория, что хотел пробиться в родовой Красичин). Умер 27 сентября 1944 года в Жешуве, похоронен на кладбище в Летовне около Пшемысля.

## Семья
21 июля 1917 года в Вене женился на графине Катарине Потоцкой (16 октября 1890 — 2 февраля 1977), дочери графа Анджея Казимира Потоцкого (1861—1908), наместника Королевства Галиции и Лодомерии, и Кристины Тышкевич-Логойской (1866—1952). Брак был бездетным.